# Мышкув
Мышкув (пол. Myszków) — город в Польше, входит в Силезское воеводство, Мышкувский повят. Имеет статус городской гмины. Занимает площадь 72,69 км². Население — 32 796 человек (на 2009 год)

## История
- 1374 год — впервые упоминается о строительстве в Мышкуве костёла.
- До 1793 год — в Речи Посполитой (Малопольская провинция — Краковское воеводство).
- В 1793 года после второго раздела отошёл к Пруссии.
- В 1807—1815 входил в Варшавское герцогство.
- В 1815—1918 входил в Царство Польское (Петроковская губерния).
- В 1918 года после первой мировой войны перешёл к Польской Республике.
- В 1919—1946 гг. — в составе Келецкого воеводства.
- В 1946—1950 гг. входил в Силезского-Домбровскоге воеводство[1].
- 1 января 1950 получил статус города.
- В 1950—1975 гг. в составе Катовицкого воеводства[2].
- В 1975—1998 гг. — в Ченстоховском воеводстве.
- 1 января 1999 года город вошёл в Силезское воеводство.

В 1971 году в Мышкуве похоронен польский писатель, один из зачинателей пролетарской литературы в Польше, — Ян Бжоза.

## Города-побратимы
- Копршивнице, Чехия
- Наместово, Словакия
- Цвёниц, Германия